# 天境
天境（英語：The Aether）是電子遊戲《我的世界》的一個遊戲模組。該模組於2011年7月22日發布，為遊戲添加了一個新的類似天堂的維度，包括新的材料和生物。

## 設計
該模組於2011年7月22日發布，是《我的世界》最早也是最大的模組之一，開發團隊包括專案負責人Kingbdogz、程式設計師Jaryt與Saspiron、美術師Dark和Oscar Payn、音樂製作人Emile van Krieken以及世界觀編劇Liberty。天境被設計為地獄的對立世界，玩家可以通過建造類似地獄傳送門的結構進入，僅需將構成材料從黑曜石與打火石替換成螢石塊和水桶。
天境被形容為「充滿敵意的天堂」，由漂浮的空中島嶼構成，視野開闊，色彩以藍色和綠色為主，棲息著形形色色的奇異生物，既有智慧生命也有靜態造物。在天境中玩家若一旦踩空將墜回主世界，故玩家需要具備飛行的能力，否則到處都要帶上大量方塊小心翼翼地搭橋，玩家可以使用鞘翅飛行，或尋找恐鳥巢穴，孵化蛋並馴服之，一旦恐鳥完全長大就可騎乘之在空中穿梭。
該模組擁有大量全新的方塊與物品、四大材料等級以及對應的工具和武器、可利用在模組世界中找到的戰利品的飾品系統，要推進劇情需要依次通關三個迷宮，其中的Boss難度會逐漸增加，需要隊友才能順利過關。普通工具在天境幾乎派不上用場，玩家得重新從砍伐天空樹製作聖石鎬開始，不同類型的雲朵也會產生不同的效果，有些雲朵能將玩家彈起，而金雲則會將玩家向地面拋射。

## 更新
2013年6月10日發布的《天境2》包含了新物品、新生物、新配樂、新方塊，這一續作的核心目標是革新前作的兩大功能：隊伍系統中添加了可顯示隊友生命值、飢餓度、護甲值和財富狀態的使用者介面，玩家可以自訂隊伍名稱，並招募最多九名隊友；全新的迷宮系統同樣需要玩家組隊探索，每當新隊伍進入時都會重置內容，讓每個玩家都有相同的機會獲得戰利品。2023年12月，《天境》模組全面重制並適配了新版本的《我的世界》。